# Niobrara
Pour la ville du Nebraska, voir Niobrara (Nebraska).
La rivière Niobrara (anglais : Niobrara River) est une rivière de l'est du Wyoming et du nord du Nebraska, aux États-Unis. C'est un affluent du Missouri et donc un sous-affluent du Mississippi.
Une partie des berges de la rivière Niobrara est protégée dans la Niobrara National Scenic River.
Le peuple amérindien Ponca est originaire de la basse-vallée de la rivière Niobrara. De 1861 à 1882 la rivière Niobrara représentait la frontière sud du Territoire du Dakota.

## Toponymie
Le nom de la rivière Niobrara (prononcé /ˌnaɪ.əˈbrærə/), est d'origine amérindienne. Les Poncas appellent en effet la rivière Ní Ubthátha kʰe prononcé (ˈnĩ uˈbɫᶞaɫᶞa ˈkʰe), ce qui signifie « l'eau qui se répand à l'horizontal ». Le nom cheyenne pour désigner la rivière est Hisse Yovi Yoe, ce qui signifie « rivière surprise ».

## Géographie
La longueur de son cours d'eau est de 692 km.
La rivière Niobrara prend sa source sur les contreforts des montagnes Rocheuses, au sud du comté de Niobrara, dans l'est du Wyoming. La rivière se dirige vers l'est, traverse la ville de Lusk puis entre au Nebraska. Elle continue ensuite sa route au Nebraska en passant par l'Agate Fossil Beds National Monument, le nord des Sand Hills et en traversant Valentine. 
Avant de se jeter dans le Missouri, la rivière Niobrara est rejointe par son principal affluent : la rivière Keya Paha.

## Débit
Le débit de la Niobrara a été mesuré depuis 1928 près de Verdel, dans le Nebraska, non loin de son embouchure. La rivière y draine un bassin versant de 29 970 km2 et son débit moyen y est de 51 m3/s. On en déduit que la tranche d'eau écoulée annuellement dans son bassin est de 54 mm, valeur faible liée à l'aridité des zones drainées. Le débit de la rivière ne connait pas d'importantes variations saisonnières et annuelles car la Niobrara est alimentée en grande partie par les eaux souterraines de l'aquifère de Ogallala qui remontent par percolation en surface dans les Sand Hills. Le débit instantané record est de 1 100 m3/s mesuré le 27 mars 1960.